# Junea enipeus
Junea enipeus är en fjärilsart som beskrevs av Otto Thieme 1906. Junea enipeus ingår i släktet Junea och familjen praktfjärilar. Inga underarter finns listade i Catalogue of Life.